# Kjølv Egeland
Kjølv Egeland (* 8. September 1918 in Haugesund; † 30. Dezember 1999 in Stavanger) war ein norwegischer Lehrer, Literaturforscher und Politiker der Arbeiderpartiet (Ap). Von Januar 1976 bis Oktober 1979 war er der Kirchen- und Unterrichtsminister seines Landes.

## Leben
Egeland kam in Haugesund zur Welt, wo er in einer kleinbürgerlichen und unpolitischen Familie aufwuchs. Nach dem Ende seiner Schulzeit studierte er bis 1943, sein Hauptfach war Norwegisch. Ab 1944 arbeitete er als Lehrer an verschiedenen Schulen. So war er bis 1945 in Sauda tätig und anschließend bis 1963 in Stavanger. In der Zeit von 1949 bis 1951 arbeitete er zudem als Norwegischlehrer in Stockholm und von 1960 bis 1962 an der Lehrerschule in Stavanger. Egeland befasste sich zudem näher mit der norwegischen Literatur der Zwischenkriegszeit und gab 1953 eine Biografie zum Schriftsteller Nordahl Grieg heraus. Im Jahr 1960 folgte ein Buch über das Werk von Sigurd Hoel.
Im Jahr 1963 wurde er Rektor der Stavanger katedralskole. Egeland nahm zwischen 1969 und 1974 den Posten als Direktor an der Rogaland distriktshøyskole ein, bevor er wieder an die Kathedralschule zurückkehrte. Nebenbei war Egeland auch lokalpolitisch engagiert. So saß er von 1955 bis 1971 im Stadtrat von Stavanger. In der Zeit von 1963 bis 1965 war er außerdem Abgeordneter im Fylkesting von Rogaland. Zudem war er in mehreren bildungspolitischen und kulturellen Gremien und Organisationen beteiligt.
Egeland gehörte zu den Gegnern eines Beitritts Norwegens zur Europäischen Gemeinschaft (EG), aufgrund seiner Dialogbereitschaft mit den Befürwortern wurde er allerdings nicht zum harten Kern der Gegner gezählt. Am 15. Januar 1976 wurde er zum Kirchen- und Unterrichtsminister in der neu gebildeten Regierung Nordli ernannt. Er übte das Amt bis zum 8. Oktober 1979 aus. Er wurde im Zuge einer größeren Rochade von Einar Førde ersetzt. Nach seiner Zeit als Minister kehrte er zu seinem Posten als Rektor in Stavanger zurück. Als solcher verblieb er bis 1985.

## Privates
Kjølv Egeland ist der Vater des Politikers und Diplomats Jan Egeland und der Literaturforscherin Marianne Egeland.

## Werke
- 1953: Nordahl Grieg. Oslo
- 1954: Folk og forhold i Haugesund i begynnelsen av 1890-åra. Haugesund
- 1959: Norsk rettskrivningsordliste: bokmål. Oslo
- 1960: Skyld og skjebne – studier i fire romaner av Sigurd Hoel. Oslo